# Placówka Straży Celnej „Słupia”

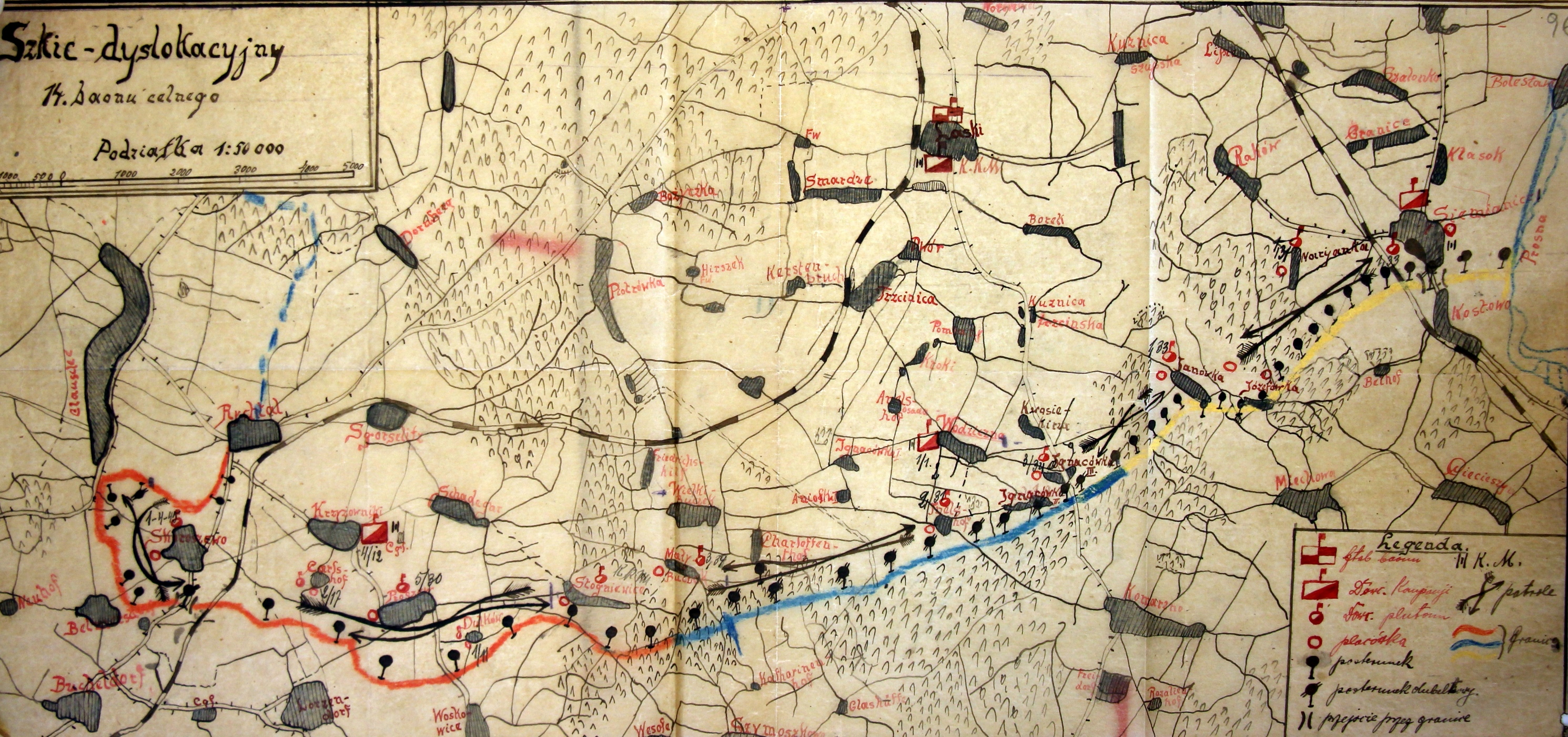
Rozmieszczenie 14 batalionu celnego

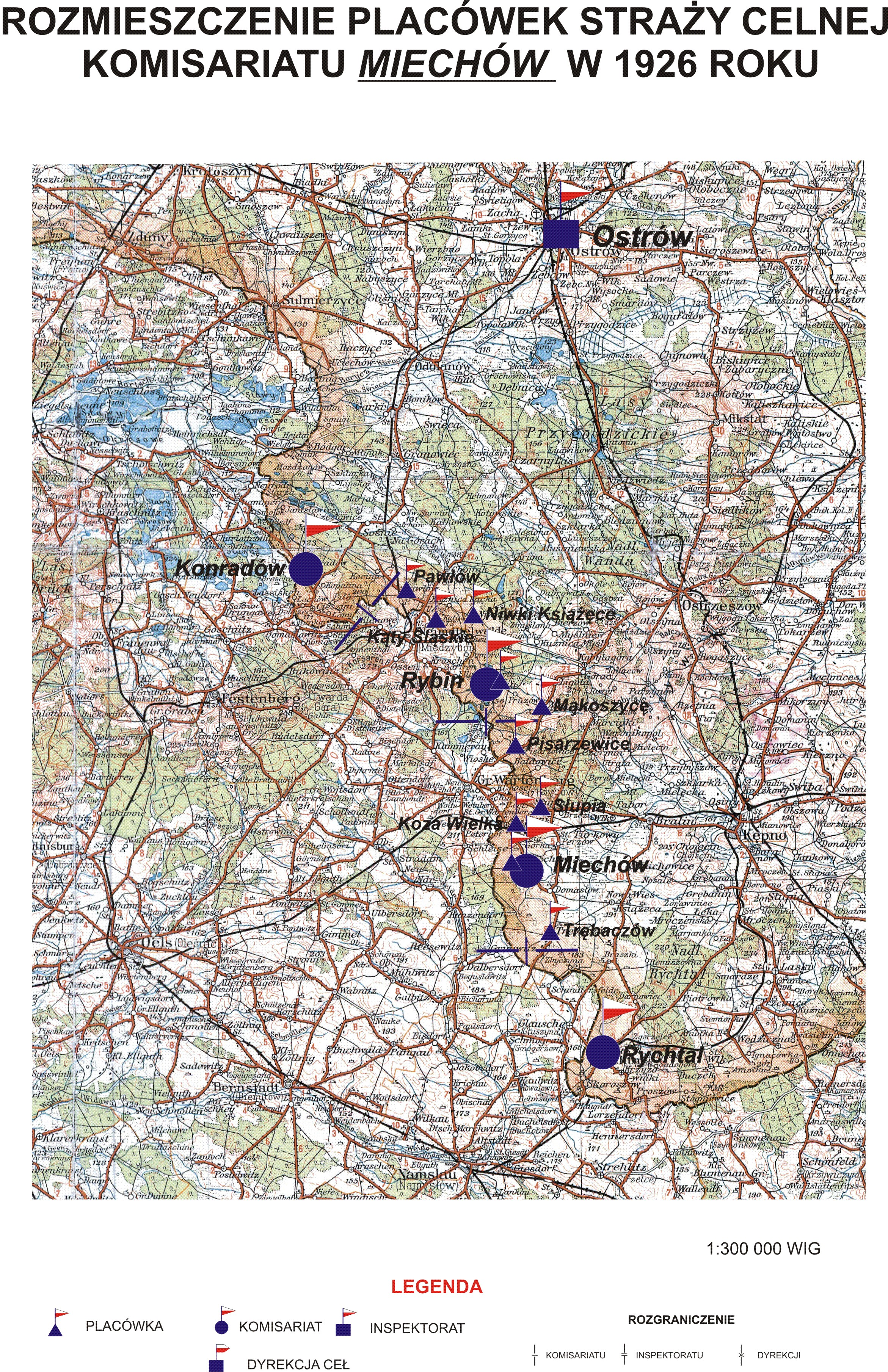
Rozmieszczenie placówek Straży Celnej Komisariatu Miechów w 1926 r.

Placówka Straży Celnej „Słupia” – jednostka organizacyjna Straży Celnej pełniąca w okresie międzywojennym służbę ochronną na granicy polsko-niemieckiej.

## Formowanie i zmiany organizacyjne
Na wniosek Ministerstwa Skarbu, uchwałą z 10 marca 1920 roku, powołano do życia Straż Celną. Od połowy 1921 roku jednostki Straży Celnej rozpoczęły przejmowanie odcinków granicy od pododdziałów Batalionów Celnych. Proces tworzenia Straży Celnej trwał do końca 1922 roku. 
W 1921 roku na terenie Słupi stacjonował sztab 1 kompanii 14 batalionu celnego. 1 kompania w Słupi wystawiła placówkę.
23 października 1921 roku od 14 batalionu celnego ochronę granicy państwowej przejęła Straż Celna. Nowo powstały komisariat SC „Miechów” zorganizował między innymi placówkę SC w Słupi. W 1926 placówka Straży Celnej „Słupia” była nadal w podporządkowaniu komisariatu Straży Celnej „Miechów” z Inspektoratu SC „Ostrów”.
W drugiej połowie 1927 roku przystąpiono do gruntownej reorganizacji Straży Celnej. W praktyce skutkowało to rozwiązaniem tej formacji granicznej. Ochronę północnej, zachodniej i południowej granicy państwa przejęła powołana z dniem 2 kwietnia 1928 roku Straż Graniczna.
15 września 1928 dowódca Straży Granicznej rozkazem nr 7  w sprawie zmian dyslokacji Wielkopolskiego Inspektoratu Okręgowego podpisanym w zastępstwie przez mjr. Wacława Szpilczyńskiego ustalił organizację komisariatu „Gola” i zasięg placówek. Placówka Straży Granicznej I linii „Słupia” znalazła się w jego strukturze.

## Funkcjonariusze placówki
Kierownicy placówki
| stopień    | imię i nazwisko, numer  | okres pełnienia służby |
| ---------- | ----------------------- | ---------------------- |
| przodownik | Walenty Napierała (750) | był w 1926             |

Obsada personalna placówki w 1926:
- przodownik Walenty Napierała (750)
- starszy strażnik Franciszek Szkudlarek (1298)
- strażnik Franciszek Arkuszewski (1021)
- strażnik Jan Anowski (1404)
- strażnik Franciszek Parossa (3025)
- strażnik Franciszek Juśkowiak (183)
- strażnik Franciszek Sieruchuła (1557)
- strażnik Idzi Gerste (2291)
- strażnik Stanisław Szpoper (3231)
- strażnik Franciszek Piotrowski (1262)